# Manoir de Princé
Le manoir de Princé est un manoir situé à Beaufort-en-Vallée, en France.

## Localisation
Le manoir est situé dans le département français de Maine-et-Loire, sur la commune de Beaufort-en-Vallée.

## Historique
L'édifice est inscrit au titre des monuments historiques en 1977.